# 10 мая
10 мая — 130-й день года (131-й в високосные годы) по григорианскому календарю.
До конца года остаётся 235 дней.
До 15 октября 1582 года — 10 мая по юлианскому календарю, с 15 октября 1582 года — 10 мая по григорианскому календарю.
В XX и XXI веках соответствует 27 апреля по юлианскому календарю.

## Праздники и памятные дни
См. также: Категория:Праздники 10 мая
- Азербайджан — Праздник цветов.
- Германия — День книги.
- Кыргызстан — День банковского работника[2].
- Микронезия — День провозглашения государства.
- Таиланд — День хлебопашца.
- Китайская Республика — День Мацзу, покровительницы моря.

### Религиозные
Православие

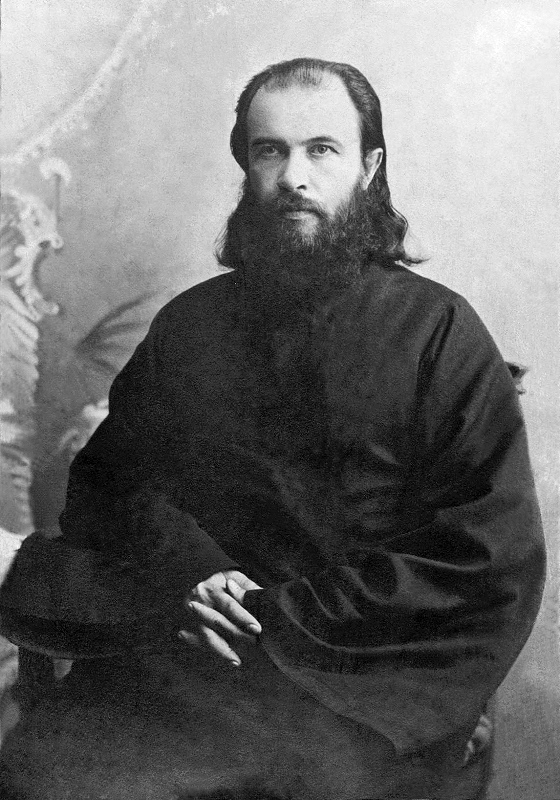
Священномученик Павел Светозаров

- Память апостола от 70 и священномученика Симеона Иерусалимского, сродника Господня (107);
- память преподобного Стефана, игумена Печерского, епископа Владимиро-Волынского (1094);
- память праведного Евлогия странноприимца (IV);
- память священномучеников Павла Светозарова и Иоанна Рождественского пресвитеров, мучеников Петра Языкова, Николая Малкова, Авксентия Калашникова, Сергия Мефодиева и мученицы Анастасии (1922);
- память преподобномученицы Марии Носовой, послушницы (1938);
- память священномученика Иоанна Спасского, пресвитера (1941);
- память мучеников Поплиона и Лоллиона Нового[5];
- память преподобного Симеона Нового Столпника и брата его святого Георгия (VI)[6];
- память преподобного Иоанна, игумена кафаров (ок. 832—839)[7].

### Именины
- Католические: Антонина, Антон, Иоанн, Исидор.
- Православные: Анастасия, Иван, Николай, Павел, Пётр, Семён, Сергей, Степан.

## События
См. также: Категория:События 10 мая

### До XIX века
- 28 до н. э. — астрономы империи Хань наблюдали пятно на Солнце[8].
- 1310 — открылся Санский собор в Париже под председательством архиепископа Филиппа де Мариньи, брата королевского министра Ангеррана де Мариньи, доверенного человека короля.
- 1497 — началось первое путешествие Америго Веспуччи в Новый Свет (позже существование такой экспедиции оспаривалось)[9].
- 1503 — испанский мореплаватель Христофор Колумб открыл Каймановы острова.
- 1534 — мореплаватель Жак Картье добрался до Ньюфаундленда[10].
- 1688 —  Сиамская революция 1688 года: Нарай назначил Петрача регентом Аютии.
- 1706 — спущен на воду первый военный корабль, построенный в Адмиралтействе в Петербурге.
- 1775
  - В Филадельфии открылся Второй Континентальный конгресс восставших американских колоний Великобритании.
  - Захват форта Тикондерога.
- 1796 — битва под Лоди между австрийскими войсками и Наполеоном, закончившаяся победой второго.

### XIX век
- 1831 — в ходе Польского восстания 1830—1831 годов произошло сражение под Любартовом[11].
- 1833 — Николай I утвердил устав Общества поощрения художеств.
- 1844 — столица Канады перенесена из Кингстона в Монреаль.
- 1848 — писатель М. Е. Салтыков-Щедрин сослан в Вятскую губернию[12][13].
- 1854 — попал в шторм и затонул парусник «Lady Nugent». Погибло более четырёхсот человек.
- 1864 — атака Аптона при Спотсильвейни
- 1869 — торжественное открытие Первой трансконтинентальной железной дороги США
- 1871 — подписание Франкфуртского мира положило конец Франко-прусской войне.
- 1883 — указом императора Александра III бело-сине-красные цвета были объявлены национальными цветами России.

### XX век
- 1904 — под Москвой в Кучино основан первый в России Центральный аэрогидродинамический институт (14 января 1905 года состоялось его официальное открытие).
- 1906
  - Открылось первое заседание 1-й Государственной Думы России[14].
  - Торжественно открыт Симплонский железнодорожный туннель.
- 1917 — Временное правительство России упразднило цензуру печати, также создало Книжную палату[15][16].
- 1923 — создана первая авиакомпания в Закавказье — АО Закавиа.
- 1924
  - В канадской провинции Альберта отменён «сухой закон».
  - Главой ФБР стал Эдгар Гувер, который будет занимать этот пост до конца своих дней.
- 1930 — образован футбольный клуб «Ростов».
- 1932 — в Ленинграде завод «Коминтерн» выпустил первые 20 советских телевизоров.
- 1933 — демонстративное сожжение книг национал-социалистическими студентами в Берлине, положившее начало массовому уничтожению книг, противных нацистским идеям.
- 1940
  - Георг VI официально, в связи с чрезвычайными обстоятельствами, назначил Черчилля премьер-министром.
  - Немецкие военно-воздушные силы по ошибке бомбили немецкий город Фрайбург. Погибло 57 человек.
  - Немецкие войска на Западном фронте предприняли наступление на объединённые силы союзников (английские, французские, голландские и бельгийские части). Наступление было чрезвычайно успешным и стало примером образцового блицкрига.
- 1941
  - На реактивном истребителе Мессершмитт Me.163 впервые преодолён рубеж 1000 км/ч. Точная скорость самолёта составила 1003,9 км/ч. Рекорд продержался до 1947 года.
  - Рудольф Гесс совершил перелёт в Шотландию для организации мирных переговоров между Великобританией и Германией.
- 1946 — начало исследований в США верхних слоёв атмосферы с помощью трофейных ракет А-4 (Фау-2).
- 1947 — на киностудии «Ленфильм» прошёл общественный просмотр новой кинокартины «Золушка».
- 1950 — в Гаити произошёл государственный переворот, в результате которого был свергнут президент Дюмарсе Эстиме. К власти пришла военная хунта.
- 1957 — в СССР принят закон «О дальнейшем совершенствовании организации управления промышленностью и строительством», вводивший совнархозы с целью децентрализации управления народным хозяйством страны.
- 1960 — американская атомная лодка «Тритон» завершила первое подводное кругосветное путешествие, длившееся 84 дня[17].
- 1962 — компания Marvel Comics выпустила первый комикс про Халка.
- 1963 — по рекомендации Джорджа Харрисона (George Harrison) фирма грамзаписи Decca подписала контракт с группой «The Rolling Stones».
- 1965 — в Иерусалиме открылся Музей Израиля.
- 1975 — Sony представила видеомагнитофон формата Betamax.
- 1978 — в Одессе начались съёмки фильма «Место встречи изменить нельзя».
- 1991 — первый полёт голландского пассажирского самолёта авиалиний малой и средней протяжённости Фоккер F28-1000 «Фэллоушип».
- 1993
  - В Кыргызстане введена собственная национальная валюта — сом.
  - В пожаре на фабрике игрушек[англ.] в Таиланде погибло 188 человек.
- 1995 — национальной валютой Таджикистана стал таджикский рубль.
- 2000
  - В Греции зажжён огонь летних Олимпийских игр в Сиднее.
  - В Москве состоялось первое подведение итогов Всероссийской литературной премии памяти 19-летнего московского поэта и философа Ильи Тюрина — Илья-Премии.

### XXI век
- 2003
  - в Театральном центре на Дубровке мюзикл «Норд-Ост» дал последнее представление. На последний 411-й спектакль были проданы все 1100 билетов.
  - на пресс-конференции в Брюсселе комиссар ЕС по гуманитарной помощи Пол Нильсон заявил, что США хотят «присвоить» иракскую нефть.
- 2005 — попытка теракта на площади Свободы в Тбилиси. Гражданин Грузии Владимир Арутюнян бросил гранату в сторону трибуны, на которой находились Джордж Буш и Михаил Саакашвили. Граната не взорвалась.
- 2008 — активизировался крупнейший вулкан Европы — Этна. Последнее крупное извержение было в 2001 году, а также в ноябре 2007 года.
- 2009
  - В Иркутской области разбился вертолёт. Среди погибших губернатор Игорь Есиповский.
  - Чемпионат мира по хоккею с шайбой: сборная России обыграла в финале Канаду (2:1) и второй раз подряд стала чемпионом. Победная шайба на счету Александра Радулова.
- 2022 — Елизавета II впервые за 59 лет пропустила церемонию открытия парламента Великобритании.

## Родились
См. также: Категория:Родившиеся 10 мая

### До XIX века
- 1746 — Гаспар Монж (ум. 1818), французский геометр, основатель начертательной геометрии.
- 1760 — Клод Руже де Лилль (ум. 1836), французский поэт и композитор, автор «Марсельезы».
- 1770 — Луи-Николя Даву (ум. 1823), французский полководец, единственный маршал Наполеона, не проигравший ни одного сражения.
- 1788 — Жан Огюстен Френель (ум. 1827), французский физик, наряду с английским физиком Томасом Юнгом создавший волновую оптику.
- 1795 — Огюстен Тьерри (ум. 1856), французский историк, один из основателей французской историографии.
- 1800 — Николай Титов (ум. 1875), русский композитор, автор популярных романсов.

### XIX век
- 1831 — Елена Молоховец (ум. 1918), классик русской кулинарной литературы.
- 1847 — Вильгельм Киллинг (ум. 1923), немецкий математик, автор работ по неевклидовой геометрии и теории непрерывных групп.
- 1850 — сэр Томас Липтон (ум. 1931), английский лорд, яхтсмен, основатель чайной компании Lipton.
- 1864 — Леон Гомон (ум. 1946), основатель французской кинокомпании Gaumont — первой в мире киностудии.
- 1876 — Иван Цанкар (ум. 1918), словенский писатель-прозаик, поэт, драматург, публицист.
- 1878 — Густав Штреземан (ум. 1929), германский политический деятель, лауреат Нобелевской премии мира (1926).
- 1886 — Карл Барт (ум. 1968), швейцарский теолог и писатель, один из основателей диалектической теологии.
- 1888 — Макс Стайнер (ум. 1971), американский кинокомпозитор, обладатель трёх премий «Оскар».
- 1890 — Кларенс Браун (ум. 1987), американский кинорежиссёр и продюсер.
- 1891 — Махмуд Мухтар (ум. 1934), египетский скульптор.
- 1897 — Уолтер Лоуэнфелс[англ.] (ум. 1976), американский поэт и публицист.
- 1898 — Герберт Элуэлл[англ.] (ум. 1974), американский композитор, музыкальный критик.
- 1899
  - Фред Астер (наст. имя Фредерик Аустерлиц; ум. 1987), американский актёр театра и кино, танцор, хореограф и певец, лауреат 2 «Оскаров», 3 премий «Золотой глобус» и др. наград.
  - Чжан Дацянь (ум. 1983), китайский живописец.
  - Дмитрий Тёмкин (ум. 1979), американский кинокомпозитор российского происхождения, лауреат 4 «Оскаров» и др. наград.
- 1900
  - Карл Эрнст Крафт (ум. 1945), швейцарский и немецкий астролог, работавший в РСХА.
  - Елена Тяпкина (ум. 1984), актриса театра и кино («Весёлые ребята», «Война и мир», «Это было в Донбассе» и др.), заслуженная артистка РСФСР.

### XX век
- 1901 — Джон Десмонд Бернал (ум. 1971), английский физик и общественный деятель, марксист, президент Всемирного Совета Мира (1959—1965).
- 1902
  - Дэвид Селзник (ум. 1965), американский сценарист и кинопродюсер («Унесённых ветром» и др.), лауреат 2 «Оскаров».
  - Борис Шавырин (ум. 1965), советский конструктор миномётного и реактивного вооружения.
- 1909 — Юлдаш Агзамов (ум. 1985), узбекский киноактёр, режиссёр кино и театра, народный артист СССР.
- 1919
  - Тамара Алёшина (ум. 1999), актриса театра и кино («Небесный тихоход», «Алёша Птицын вырабатывает характер» и др.), заслуженная артистка РСФСР.
  - Дэниел Белл (ум. 2011), американский социолог и публицист, автор теории постиндустриального общества.
- 1923 — Гейдар Алиев (ум. 2003), советский и азербайджанский государственный, партийный и политический деятель, 3-й президент Азербайджана (1993—2003).
- 1924 — Юлия Друнина (ум. 1991), советская поэтесса, общественный деятель.
- 1926
  - Кирилл Рапопорт (ум. 1983), советский сценарист, драматург.
  - Владимир Татосов (ум. 2021), актёр театра и кино, народный артист РСФСР.
- 1927 — Алексей Экимян (ум. 1982), советский композитор, автор популярных песен, генерал-майор милиции.
- 1928 — Арнольд Рюйтель (ум. 2024), советский, эстонский государственный деятель. Президент Эстонии (2001—2006), председатель Президиума Верховного Совета Эстонской ССР (1983—1990), Председатель Верховного Совета Эстонии (1990—1992).
- 1929
  - Иван Комиссаров (ум. 2009), советский и российский живописец, пейзажист, народный художник РФ.
  - Мел Льюис (наст. имя Мелвин Соколофф; ум. 1990), американский джазовый барабанщик, руководитель оркестра.
- 1931 — Этторе Скола (ум. 2016), итальянский кинорежиссёр, сценарист, продюсер, актёр.
- 1932
  - Галина Щербакова (ум. 2010), советская и российская писательница, сценаристка, по повести которой снят фильм «Вам и не снилось...»
  - Борис Яшин (ум. 2019), советский и российский кинорежиссёр, сценарист и актёр («Девять дней одного года»).
- 1934
  - Леонид Бакштаев (ум. 1995), украинский советский актёр театра и кино («Бумбараш», «Аты-баты, шли солдаты» и др.).
  - Дмитрий Набоков (ум. 2012), американский переводчик и оперный певец (бас), сын писателя Владимира Набокова.
- 1937
  - Хашим Гадоев, таджикский актёр театра и кино, театральный режиссёр, писатель, народный артист СССР.
  - Эмико Миямото (ум. 2023), японская волейболистка, нападающая. Чемпионка летних Олимпийских игр (1964), чемпионка мира (1962).
  - Тамара Пресс (ум. 2021), советская метательница диска и толкательница ядра, трёхкратная чемпионка Европы и Олимпийских игр.
- 1938
  - Марина Влади (урожд. Екатерина Марина Владимировна Полякова-Байдарова), французская киноактриса и певица русского происхождения, последняя жена Владимира Высоцкого.
  - Максим Шостакович, советский, американский и российский дирижёр и пианист, заслуженный артист РСФСР, сын Дмитрия Шостаковича.
- 1941 — Ольга Лысенко (ум. 2025), советская и украинская актриса театра и кино («Зелёный фургон», «Люди на болоте» и др.).
- 1944
  - Джим Абрахамс, американский сценарист, кинорежиссёр и продюсер.
  - Мари-Франс Пизье (погибла в 2011), французская актриса театра и кино, режиссёр, сценарист, лауреат 2 премий «Сезар».
- 1946
  - Донован Литч, шотландский певец, гитарист, автор песен, популярный во второй половине 1960-х гг.
  - Дэйв Мейсон, британский и американский певец, гитарист, автор песен, один из основателей рок-группы «Traffic».
- 1948 — Мег Фостер, американская актриса кино и телевидения.
- 1950 — Наталья Бондарчук, киноактриса, кинорежиссёр, сценарист, заслуженная артистка РСФСР.
- 1955
  - Александр Друзь, советский и российский участник интеллектуальных игр, телеведущий, программист, писатель, магистр телеигры «Что? Где? Когда?».
  - Марк Чепмен, американский преступник, убийца Джона Леннона.
- 1956 — Владислав Листьев (убит в 1995), советский и российский журналист, телеведущий, первый генеральный директор ОРТ.
- 1957
  - Сид Вишес (наст. имя Джон Саймон Ричи; ум. 1979), британский музыкант, басист панк-рок-группы «Sex Pistols»
  - Стив Маре, американский горнолыжник, чемпион мира (1982), призёр Олимпийских игр.
  - Фил Маре, американский горнолыжник, олимпийский чемпион (1984), трёхкратный обладатель Кубка мира.
- 1958 — Харри Кирвесниеми, финский лыжник, чемпион мира, 6-кратный бронзовый призёр Олимпийских игр.
- 1960 — Боно (наст. имя Пол Дэвид Хьюсон), ирландский рок-музыкант, вокалист группы «U2».
- 1963 — Оксана Пушкина, российская телеведущая, государственный и общественный деятель.
- 1965 — Линда Евангелиста, канадская супермодель.
- 1969
  - Деннис Бергкамп, нидерландский футболист, бронзовый призёр чемпионатов Европы (1992, 2000), тренер.
  - Зоран Приморац, югославский и хорватский игрок в настольный теннис, призёр Олимпийских игр (1988), участник 7 Олимпийских игр.
- 1971
  - Денис Кривошлыков, российский гандболист, олимпийский чемпион (2000), чемпион мира и Европы.
  - Дорис Нойнер, австрийская саночница, олимпийская чемпионка (1992).
  - Одне Сёндрол, норвежский конькобежец, олимпийский чемпион (1998).
- 1972 — Катя Зайцингер, немецкая горнолыжница, трёхкратная олимпийская чемпионка, чемпионка мира.
- 1980 — Каролин Дюре Брейванг, норвежская гандболистка, двукратная олимпийская чемпионка.
- 1985 — Райан Гецлаф, канадский хоккеист, обладатель Кубка Стэнли, двукратный олимпийский чемпион (2010, 2014).
- 1993 — Хелстон Сейдж, американская актриса кино, телевидения и модель.
- 1995
  - Габриэла Пападакис, французская фигуристка (танцы на льду), олимпийская чемпионка (2022), многократная чемпионка мира и Европы.
  - Lida (наст. имя Николай Ромадов) —  российский поп-рейв исполнитель, музыкант и автор-исполнитель, стример и шоумен. Продюсер группы «Фрио».
  - Мисси Франклин, американская пловчиха, 5-кратная олимпийская чемпионка.
- 1996 — Катерина Синякова, чешская теннисистка, экс-первая ракетка мира в парном рейтинге, двукратная олимпийская чемпионка.
- 1997
  - Ришарлисон, бразильский футболист, олимпийский чемпион (2020).
  - Маркос Сенеси, аргентинский футболист.

## Скончались
См. также: Категория:Умершие 10 мая

### До XIX века
- 472 — Мин-ди (р. 439), 7-й император Южной Сун.
- 1566 — Леонарт Фукс (р. 1501), немецкий учёный и медик, один из «отцов ботаники».
- 1696 — Жан де Лабрюйер (р. 1645), французский писатель.
- 1727 — Пьер Якопо Мартелло (р. 1665), итальянский драматург и поэт.
- 1771 — Бартоломео Растрелли (р. 1700), русский архитектор итальянского происхождения.
- 1774 — Людовик XV (р. 1710), король Франции (с 1715), из династии Бурбонов.
- 1775 — Каролина Матильда (р. 1751), супруга короля Дании Кристиана VII, высланная из страны из-за измены супругу.
- 1798 — Джордж Ванкувер (р. 1757), английский мореплаватель, исследователь побережья Северной Америки.

### XIX век
- 1829 — Томас Юнг (р. 1773), английский физик, врач и астроном, один из создателей волновой теории света.
- 1843 — Никита Муравьёв (р. 1796), русский офицер, один из главных идеологов движения декабристов.
- 1849 — Кацусика Хокусай (р. 1760), японский художник укиё-э, иллюстратор, гравёр, писатель.
- 1863 — погиб Томас Джонатан Джексон (р. 1824), генерал армии Конфедерации в годы Гражданской войны в США.
- 1876 — Людвиг Маврикий Гиршфельд (р. 1816), польский медик, анатом, доктор медицины.
- 1889 — Михаил Салтыков-Щедрин (р. 1826), писатель, журналист, классик русской литературы.
- 1900 — Василий Васильев (р. 1818), русский учёный-синолог, буддолог, санскритолог.

### XX век
- 1904
  - Андрей Рябушкин (р. 1861), русский живописец.
  - Генри Мортон Стэнли (наст. имя Джон Роулендс; р. 1841), британский журналист, путешественник, исследователь Африки.
- 1910
  - Станислао Канниццаро (р. 1826), итальянский химик, один из основоположников атомно-молекулярного учения.
  - Карл Райнеке (р. 1824), немецкий пианист, композитор, дирижёр.
- 1915 — Альберт Вайсгербер (р. 1878), немецкий живописец и график.
- 1920 — Джон Хайат (р. 1837), американский химик, инженер, изобретатель целлулоида.
- 1923 — убит Вацлав Воровский (р. 1871), российский революционер, публицист, литературный критик, один из первых советских дипломатов.
- 1924 — Джордж Кеннан (р. 1845), американский журналист, путешественник, автор книг о Сибири и сибирской ссылке.
- 1934 — Вячеслав Менжинский (р. 1874), российский революционер, нарком финансов (1918), глава ОГПУ (1926—1934).
- 1936 — Владимир Богораз (при рожд. Натан Богораз; р. 1865), российский этнограф, лингвист и писатель.
- 1943 — Ираклий Гамрекели (р. 1894), грузинский советский театральный художник.
- 1947 — Владимир Зарубин (р. 1922), советский лётчик.
- 1952 — Кларк Леонард Халл (р. 1884), американский психолог.
- 1960 — Юрий Олеша (р. 1899), русский советский писатель («Три толстяка» и др.), поэт, драматург, журналист, киносценарист.
- 1964 — Михаил Ларионов (р. 1881), русский живописец, график, театральный художник, теоретик искусства.
- 1968 — Василий Соколовский (р. 1897), маршал Советского Союза, Герой Советского Союза.
- 1971
  - Григорий Петников (р. 1894), русский советский поэт, переводчик, издатель.
  - Фаина Шевченко (р. 1893), актриса театра и кино, народная артистка СССР.
- 1977
  - Джоан Кроуфорд (при рожд. Люсиль Фэй Лесюр; р. 1904), американская актриса, обладательница премий «Оскар» и «Золотой глобус».
  - Марио Соффичи (р. 1900), аргентинский кинорежиссёр и актёр итальянского происхождения.
- 1978 — Борис Хайкин (р. 1904), дирижёр, педагог, народный артист СССР.
- 1979 — Антун Августинчич (р. 1900), хорватский скульптор, иностранный член АХ СССР.
- 1981 — Одд Хассель (р. 1897), норвежский физикохимик, лауреат Нобелевской премии по химии (1969).
- 1991 — Юозас Киселюс (р. 1949), литовский советский актёр театра и кино.

### XXI век
- 2002 — Ив Робер (р. 1920), французский кинорежиссёр, актёр, сценарист и продюсер.
- 2006
  - Александр Зиновьев (р. 1922), русский философ, логик, социолог, писатель, публицист.
  - Роландас Павилёнис (р. 1944), литовский философ, лингвист, общественный и политический деятель.
- 2008
  - Лейла Генджер (р. 1928), турецкая оперная певица (сопрано).
  - Борис Сморчков (р. 1944), советский и российский актёр театра и кино.
- 2010 — Фрэнк Фразетта (р. 1928), американский художник-фантаст, иллюстратор, мультипликатор, автор комиксов.
- 2022 — Леонид Кравчук (р. 1934), государственный и политический деятель, первый президент Украины.
- 2024 — Владимир Жариков (р. 1938), советский и российский каскадёр, актёр, поэт и прозаик, основатель первой в СССР неофициальной школы каскадёрского мастерства.
- 2025 — Нина Гребешкова (р. 1930), советская и российская киноактриса; заслуженная артистка Российской Федерации (2001).

## Приметы
- Семён-ранопашец. Во многих районах начало ранней пахоты[18].